# ブリスコー (駆逐艦)
|          | |
| 艦歴     | |
| 発注     | 1972年1月26日 |
| 起工     | 1975年7月21日 |
| 進水     | 1976年12月28日 |
| 就役     | 1978年6月3日 |
| 退役     | 2003年10月2日 |
| 除籍     | 2004年4月6日 |
| その後   | 2005年8月25日に標的艦として海没処分 |
| 性能諸元 | |
| 排水量   | 満載：9,494 トン |
| 全長     | 172 m (563 ft) |
| 水線長   | 61 m (529 ft) |
| 全幅     | 16.8 m (55 ft) |
| 吃水     | 8.8 m (29 ft) |
| 機関     | COGAG方式、2軸推進 ゼネラル・エレクトリック LM2500 4基、80,000馬力 |
| 最大速力 | 32.5+ ノット (60 km/h) |
| 航続距離 | 6,000 海里 (11,000km、20kt/h) 3,300 海里 (6,000km、30kt/h) |
| 乗員     | 士官19名、兵員315名 |
| 兵装     | 54口径Mk.45 5インチ単装砲 2基 Mk.41 Mod.1 VLS 61セル （トマホーク、アスロック VLA） Mk.112 アスロック 8連装発射機 1基（Mk.41 VLSに換装し撤去） Mk.29シースパローIBPDMS 8連装発射機 1基 Mk.15 20mmファランクスCIWS 2基 Mk.141 ハープーンSSM 4連装発射筒 2基 Mk.49 RAM短SAM 21連装ミサイル発射機 1基 Mk.32 短魚雷3連装発射管 2基 |
| 搭載機   | SH-2F LAMPSI（改装後SH-60B シーホークLAMPSIII）2機搭載可能 |
| モットー | Efficiency and Valor |

USSブリスコー (USS Briscoe, DD-977) は、アメリカ海軍の駆逐艦。スプルーアンス級駆逐艦の15番艦。艦名はロバート・ピアス・ブリスコー海軍少将に因む。

## 艦歴
ブリスコーは1975年7月21日にミシシッピ州パスカグーラのインガルス造船所で起工、1976年12月28日に進水、1978年6月3日に就役した。その25年の活動の大半はバージニア州ノーフォークを拠点としたものであった。改装工事でMk.41 VLSが搭載され、トマホーク巡航ミサイルによる対地攻撃能力が付与された。また、SH-2からSH-60に変更されたため、搭載機による対艦対潜能力が向上した。その後、RAM21連装発射機を搭載したため、個艦防空能力がより強化された。
1980年、ブリスコーは大西洋艦隊の最優秀艦としてバッテンベルク・カップを受賞した。
1990年、ブリスコーはグレナダ解放のためのアージェント・フューリー作戦、レバノン沖合での国連平和維持軍の作戦、バルト海での作戦活動に参加した。また、イラクに対する国連制裁支援に参加し、紅海北部に2度展開した。ブリスコーは275隻の商船に対する臨検を行い、当時の記録を樹立した。
1994年3月、2度目の紅海北部への展開でブリスコーはエジプトの旅客フェリー、Al-Qamar Al-Saudi Al-Misriからの救難要請を受信した。ブリスコーは多くの船舶による遭難船の救助活動において臨時の指揮艦の役割を果たし、500名以上の乗客の救助活動を統率した。
1996年には地中海と黒海に6ヶ月間展開した。ブリスコーは対潜ヘリ部隊を搭載し、トルコ海軍との演習「Atlas Hinge」に参加、また、地中海中部および東部での演習「Shark Hunt」「Jaws」に参加した。
8月31日から9月9日までは演習「Classica 96」に参加した。演習は第6艦隊の艦艇に加え黒海および地中海沿岸諸国の海軍艦艇（イタリア、ウクライナ、ギリシャ、ルーマニア）が参加して黒海で行われ、平和維持活動に従事した。演習を順調に実施するため、ブリスコーは他国の艦艇との連絡調整を担当する士官を2名指名した。ブリスコーはウクライナ艦、Chernighivとの海上補給を二日間に渡って実施した。ノヴォロシースクでブリスコーはロシア海軍300周年記念式典およびドイツからの解放記念式典に参加した。
1998年9月にペルシャ湾配備を完了した。この配備でブリスコーは33,000海里を航行し、115隻を臨検、7名の要医療患者の救援、国連制裁のための飛行禁止空域監視を総計1,032時間支援した。
1999年5月、ブリスコーはニューヨークで開催された海軍記念日の式典に参加した。7月には操縦機が墜落し行方不明となったジョン・フィッツジェラルド・ケネディ・ジュニアの捜索に当たった。ケネディJr.と妻、義理の姉の遺灰はブリスコー艦上からマーサズ・ヴィンヤード沖で散骨された。
ブリスコーはハリー・S・トルーマン空母戦闘グループの一隻としてイラクの自由作戦に参加し、2003年5月にバージニアに帰還した。その後2003年10月2日に退役、2004年4月6日除籍された。2005年8月25日、ノースカロライナ州チェリーポイント沖で行われた艦隊演習において、標的艦として海没処分された。